# Tetragnatha mabelae
Tetragnatha mabelae este o specie de păianjeni din genul Tetragnatha, familia Tetragnathidae, descrisă de Chickering, 1957. Conform Catalogue of Life specia Tetragnatha mabelae nu are subspecii cunoscute.